# Tommy Smith (basket-ball)
Pour les articles homonymes, voir Smith et Tommy Smith.
Tommy Smith (né le 4 décembre 1980 à Phoenix en Arizona aux États-Unis) est un ancien joueur de basket-ball américain. Il évolue au poste d'ailier fort.

## Palmarès
- Coupe de Croatie de 2004.